# حسین محجوب
حسین محجوب (زاده ۱۰ مرداد ۱۳۲۷) کارگردان، نویسنده و بازیگر ایرانی است.
نخستین کار سینمایی او بازی در فیلم رگبار به کارگردانی بهرام بیضایی بود. اولین حضور او در تئاتر هم بازی در سلطان مار بیضایی به سال ۱۳۴۸ بود. وی به خاطر فیلم رنگ خدا جایزه بازیگری جشنواره والنسین فرانسه و جشن خانه سینما و جشنواره فیلم فجر را به دست آورد. ضمن اینکه برای فیلم من ترانه ۱۵ سال دارم دوباره از جشن خانه سینما جایزه گرفت. او برای فیلم پرده آخر کاندیدای جایزه از جشنواره فجر و برای طبل بزرگ زیر پای چپ (نقش اول) کاندیدای جایزه از جشن خانه سینما شد.

## زندگی
وی دهم مردادماه ۱۳٢٧ در رشت زاده شده و پس از تحصیل در رشته ادبی و اخذ دیپلم وارد عرصه تئاتر شد و نخستین نقش سینمایی اش را در فیلم شاخص رگبار ساخته بهرام بیضایی برعهده گرفت. از خصوصیات او چه پیش از انقلاب و چه پس از آن گزیده کاریش بود.
سریال سربداران ساخته محمدعلی نجفی با بازی او مورد استقبال عموم قرار گرفت. در همین ایام نخستین فیلم بلند سینمایی اش را با عنوان چوپانان کویر با موضوعی روستایی جلوی دوربین برد که هیچگاه به نمایش عمومی درنیامد. نخستین نقش درخشان سینمایی محجوب در فیلم مادیان ساخته علی ژکان رقم خورد که بسیاری از سینمادوستان هنوز وی را با آن به یاد می‌آورند. ملودرامی روستایی که فضایی خشن و فقر زده مبتنی بر روابط کاملاً سنتی داشت و مخاطبان خود را تحت تاثیر قرار می‌داد. او در نقش رحمت، درخشید و کاملاً با نقش یکی شد که در سال‌های بعد آن را به شکلی دیگر در رنگ خدا ساخته مجید مجیدی تکرار کرد. با همه اینها مادیان و نقش دشوار محجوب به چشم داوران جشنواره فیلم فجر نیامده و آنچنان که شایسته بود دیده نشد.
ایفای موفق این نقش سیل نقش‌های اینچنینی را به سمت وی سرازیر کرد که بعضی کلیشه‌ای و بعضی متفاوت بود. برای مثال می‌توان به نقش‌هایش در فیلم‌های کنار برکه‌ها، دوران سربی ساخته خسرو معصومی، برهوت به کارگردانی محمدعلی طالبی و ریحانه ساخته علیرضا رئیسیان اشاره کرد. جالب اینکه نقش بسیار کوتاه اما تأثیرگذارش در فیلم شاید وقتی دیگر بهرام بیضایی بیش از دیگر نقش‌های فوق، دیده شده و مورد تحسین قرار گرفت. پرده آخر ساخته واروژ کریم مسیحی از آن دسته فیلم‌هایی است که به فیلم بازیگر شهرت داشته و اغلب بازیگران آن نیز بهترین نقش آفرینی‌های عمرشان را در آن به انجام رسانده‌اند. محجوب نیز در نقش یکی از افراد گروه تئاتر روحوضی که جهت اجرای نقشه شوم کامران میرزا به عمارت قدیمی آمده‌اند، حضوری مؤثر داشته و کمی نقش تأثیر چندانی بر کیفیت بازی اش نداشته و سرانجام نخستین نامزدی وی برای سیمرغ بهترین بازیگر نقش مکمل را به ارمغان آورد.
وی در دهه هفتاد نیز روند گزیده کاری اش را حفظ کرده و کیفیت کارش را فدای کمیت آن نکرد. رنگ خدا دربارهٔ کودک نابینایی است که رابطه سرد با پدرش داشته و فراز و نشیب‌های زیادی را با او تا ساحل آرامش طی می‌کند. نقش پدر کاملاً متناسب محجوب بوده و آناتومی چهره او نیز این شباهت‌ها را بیشتر کرده‌است. البته نقش یاد شده شباهت‌های بسیار به شخصیت رحمت فیلم مادیان دارد اما شباهت‌ها تعمدی نبوده و از جایی به بعد کاملاً از هم تفکیک می‌شوند. کیفیت نقش آفرینی محجوب به حدی بود که سرانجام سیمرغ بلورین بهترین بازیگر نقش اول را نصیبش ساخت. در دهه هشتاد دو دهه پس از بازی در سریال کوچک جنگلی محجوب به موازات سینما در تلویزیون نیز مشغول فعالیت شد. بازی در سکوت از نقاط قوت کار اوست.
من ترانه ۱۵ سال دارم ساخته رسول صدرعاملی از دیگر کارهای شاخص دهه هشتاد اوست که با وجود کوتاهی، تأثیر عمیقی روی مخاطب برجای می‌گذارد. نگرانی‌های پدر زندانی دختری نوجوان به بهترین شکل در بازی او تبلور پیدا کرده و کیفیت چشمگیری دارد. به خصوص در صحنه‌های دو نفره اش با ترانه علیدوستی که حس واقع گرایی کار را دوچندان کرده‌است. محجوب بعد از رسم عاشق کشی خسرو معصومی و خواب خاک سپیده فارسی در طبل بزرگ زیر پای چپ کاظم معصومی بازی کرد. این فیلم برخلاف اکثر فیلم‌های جنگی تفنگ محور نبود بلکه دیالوگ محور بود. در سریال در مسیر زاینده رود ساخته حسن فتحی شخصیت اصلی آن که می‌بایست لهجه اصفهانی هم داشته باشد، چالشی را برای محجوب رقم زد که با موفقیت از آن بیرون آمد. وی در نقش پدری فرزند از دست داده بازی متفاوتی را نشان داده و در این رابطه بیش از هرچیز از اکت نگاه برای انتقال حس خود بهره گرفت. او در سریال بعدی فتحی یعنی زمانه هم بازی کرد. در یک همکاری بین‌المللی او در فیلم خیبولا ساخته گئورگی اواشویلی کارگردان کاندیدای اسکار در نقش رئیس‌جمهور سابق گرجستان بازی کرد.

## کارگردانی
1. مستند از یاد رفته (۱۳۸۳)
2. رؤیای سبز (۱۳۷۸)
3. مستند میراث یزد (۱۳۷۵)
4. در جستجوی تعادل (۱۳۷۲)
5. مستند ترکمن (۱۳۶۴)
6. چوپانان کویر (۱۳۵۹)
7. فیلم کوتاه آینه (۱۳۵۸)

## تهیه کنندگی
1. در جستجوی تعادل (۱۳۷۲)
2. چوپانان کویر (۱۳۵۹)

## نویسندگی
1. مستند از یاد رفته (۱۳۸۳)
2. مستند میراث یزد (۱۳۷۵)
3. در جستجوی تعادل (۱۳۷۲)
4. مستند ترکمن (۱۳۶۴)
5. فیلم کوتاه آینه (۱۳۵۸)

## بازیگری
| سال  | نام فیلم                       | کارگردان          | نقش               |
| ---- | ------------------------------ | ----------------- | ----------------- |
| ۱۴۰۱ | ماریا (فیلم)                   | مهدی اصغری ازغدی  | رسول              |
| ۱۴۰۰ | روحن، شکوه خاموش               | ناهید حسن زاده    | ماهی              |
| ۱۳۹۹ | مستند داستانی آینه دار         | پویان کاظمی       | شیخ عبدالرسول نیر |
| ۱۳۹۵ | خیبولا                         | گئورگی اواشویلی   | رئیس‌جمهور         |
| ۱۳۹۴ | خواب آب                        | فرهاد مهران‌فر     | پیرمرد            |
| ۱۳۹۴ | کاکا                           | علی سرآهنگ        | حسام              |
| ١٣٩٣ | ساکن طبقه وسط                  | شهاب حسینی        | کشاورز و شمس      |
| ۱۳۹٢ | با دیگران                      | ناصر ضمیری        | عمو               |
| ۱۳۹٢ | ترنج                           | مجتبی راعی        | مش حسن            |
| ۱۳۹۰ | تله فیلم راه بی‌پایان           | جواد ارشاد        | رضا شاهچراغی      |
| ۱۳۸۹ | تله فیلم خانه‌ای در دور دست     | کاظم معصومی       | مجید فخر          |
| ۱۳۸۹ | مهتاب روی سکو                  | فیما امامی        | ابراهیم           |
| ۱۳۸۸ | تله فیلم جمعه داغ              | احمد دیری         | سروان عاصف        |
| ۱۳۸۷ | تله فیلم ما هنوز زنده‌ایم       | اسماعیل فلاح پور  | سید               |
| ۱۳۸۷ | ملک سلیمان                     | شهریار بحرانی     | عاصف برخیا        |
| ۱۳۸۶ | تله فیلم مجلس آخر، ذبح اسماعیل | سیروس مقدم        | حاج ابراهیمی      |
| ۱۳۸۶ | تله فیلم حلقه                  | کاظم معصومی       | جهان              |
| ۱۳۸۵ | بالاتر از آسمان(در مه بخوان)   | فریدون حسن پور    | سهراب             |
| ۱۳۸۵ | سبز کوچک                       | غلامرضا رمضانی    | ابراهیم           |
| ۱۳۸۵ | ستایش                          | محمدرضا رحمانی    | فرجی              |
| ۱۳۸۳ | مستند از یاد رفته              | حسین محجوب        |                   |
| ۱۳۸۳ | تله فیلم ماه کامل              | محمد ناجی         | عاشیق علی عسگر    |
| ۱۳۸۳ | تله فیلم شیون                  | مصطفی ولی عبدی    |                   |
| ۱۳۸۳ | طبل بزرگ زیر پای چپ            | کاظم معصومی       | فرمانده یحیی      |
| ۱۳۸۲ | خواب خاک                       | سپیده فارسی       | اوستا             |
| ۱۳۸۱ | رسم عاشق کشی                   | خسرو معصومی       | سالار             |
| ۱۳۸۰ | من ترانه پانزده سال دارم       | رسول صدرعاملی     | پدر               |
| ۱۳۷۹ | باران                          | مجید مجیدی        | سمسار             |
| ۱۳۷۹ | علی و دنی                      | وحید نیکخواه آزاد | افغانی            |
| ۱۳۷۸ | فیلم کوتاه موج و دریا          | مهدی صفرخانی      |                   |
| ۱۳۷٧ | رنگ خدا                        | مجید مجیدی        | هاشم              |
| ۱۳۷۴ | براده‌های خورشید                | محمدحسین حقیقی    | سیداحمد           |
| ۱۳۷۴ | ماه و خورشید                   | محمدحسین حقیقی    |                   |
| ۱۳۷۳ | فیلم کوتاه خدا می‌آید           | مجید مجیدی        | پدر               |
| ۱۳۷۲ | در جستجوی تعادل                | حسین محجوب        |                   |
| ۱۳۶۹ | پرده آخر                       | واروژ کریم مسیحی  | سمسار             |
| ۱۳۶۹ | نقش عشق                        | شهریار پارسی پور  | استاد حسین نقاش   |
| ۱۳۶۸ | ریحانه                         | علیرضا رییسیان    | حیدر              |
| ۱۳۶۷ | برهوت                          | محمدعلی طالبی     | رسول              |
| ۱۳۶۷ | دوران سربی                     | خسرو معصومی       | قهوه چی           |
| ۱۳۶۷ | ناقه صالح                      | علی صالحی         | حضرت صالح         |
| ۱۳۶۶ | شاید وقتی دیگر                 | بهرام بیضایی      | گدا               |
| ۱۳۶۵ | کنار برکه‌ها                    | یدالله نوعصری     | سید رسول          |
| ۱۳۶۳ | مادیان                         | علی ژکان          | رحمت              |
| ۱۳۵۶ | تئاتر جنایات و مکافات          | علی رفیعی         | دکتر زوسیموف      |
| ۱۳۵۲ | تئاتر قیمت آهن چنده            | رضا کرم رضایی     |                   |
| ۱۳۵۱ | رگبار                          | بهرام بیضایی      | معلم              |
| ۱۳۵۱ | تئاتر در جنگل                  | محمود دولت‌آبادی   | راهب بودایی       |
| ۱۳۴۸ | تئاتر سلطان مار                | بهرام بیضایی      | دیو، درخت و زارع  |

## مجموعه تلویزیونی
| سال     | نام مجموعه تلویزیونی | کارگردان                                        | نقش                             | پخش از         |
| ------- | -------------------- | ----------------------------------------------- | ------------------------------- | -------------- |
| ۱۴۰۳    | از یاد رفته          | برزو نیک نژاد                                   | در نقش اسماعیل ادیب             | فیلم نت        |
| ۱۴۰۳    | آبان                 | رضا دادویی                                      | در نقش عیسی                     | شیدا           |
| ۱۴۰۱    | آتش و باد            | مجتبی راعی                                      | در نقش بهادر                    | شبکه ۳         |
| ۱۳۹۶    | محکومین              | سیدجمال سیدحاتمی                                | در نقش قاضی                     | شبکه ۱         |
| ۱۳۸۷-۹۶ | سرزمین مادری         | کمال تبریزی                                     | در نقش اوس حسین کاشیکار         | شبکه ۳         |
| ۱۳۹۲    | ستاره حیات           | جواد ارشاد                                      | در نقش سلیمان میلانی            | شبکه ۳         |
| ۱۳۹۱    | زمانه                | حسن فتحی                                        | در نقش حسام فروزانفر            | شبکه ۳         |
| ۱۳۸۹    | در مسیر زاینده‌رود    | حسن فتحی                                        | در نقش ملک منصور مصیب           | شبکه ۱         |
| ۱۳۸۷    | عمارت فرنگی          | محمدرضا ورزی                                    | در نقش مدرس                     | شبکه ۲         |
| ۱۳۸۷    | بچه‌های بهشت          | خسرو معصومی                                     | در نقش جمال تاج الدینی          | شبکه ۲         |
| ۱۳۸۵    | صاحبدلان             | محمد حسین لطیفی                                 | در نقش حاج خلیل                 | شبکه ۱         |
| ۱۳۸۴    | قلب                  | مسعود تکاور                                     | در نقش سرهنگ خوش رزم            |                |
| ۱۳۸۰    | صنوبر                | مجتبی راعی                                      | در نقش میرزا                    |                |
| ۱۳۶۵    | کوچک جنگلی           | بهروز افخمی                                     | در نقش صمصام السلطنه            | شبکه ۱         |
| ۱۳۶۲    | سلطان و شبان         | داریوش فرهنگ                                    | در نقش یک روستایی               | شبکه ۱         |
| ۱۳۶۱    | سربداران             | محمد علی نجفی                                   | در نقش شیخ راجی و پیرمرد نابینا | شبکه ۱         |
| ۱۳۵۶-۷  | تلاش                 | شعاع‌الدین مصطفی‌زاده                             | به عنوان دستیار کارگردان        | تلویزیون ایران |
| ۱۳۵۳    | سمک عیار             | محمدرضا اصلانی – واروژ کریم مسیحی – باربد طاهری | در نقش آتشک                     | تلویزیون ایران |
| ۱۳۵۰-۵۲ | دلیران تنگستان       | همایون شهنواز                                   | در نقش سید محمد دکتر            | تلویزیون ایران |

## جوایز و افتخارات
- ۱۳۶۹ – کاندید نقش دوم مرد از دوره نهم جشنواره بین‌المللی فیلم فجر برای فیلم «پرده آخر»
- ۱۳۷۳ – جایزه ویژه هیئت داوران جشنواره رشد برای فیلم «در جستجوی تعادل»
- ۱۳۷۷ – برگزیده سیمرغ بلورین نقش دوم مرد از دوره هفدهم جشنواره بین‌المللی فیلم فجر برای فیلم «رنگ خدا»
- ۱۳۷۸ - برگزیده بهترین بازیگر مرد جشنواره سینمایی دینی یزد برای فیلم «رنگ خدا»
- ۱۳۷۸ – برگزیده تندیس نقش دوم مرد از دوره سوم جشن خانه سینما برای فیلم «رنگ خدا»
- ۱۳۷۸ - برگزیده بهترین بازیگر مرد نقش اول از دوره یازدهم جشنواره بین‌المللی فیلم والنسین فرانسه برای فیلم «رنگ خدا»
- ۱۳۷۸ - برگزیده بهترین بازیگر مرد نقش اول از جشنواره بین‌المللی فیلم مانیل فلیپین برای فیلم «رنگ خدا»
- ۱۳۸۱ – برگزیده تندیس نقش دوم مرد از دوره ششم جشن خانه سینما برای فیلم «من ترانه پانزده سال دارم»
- ۱۳۸۴ – کاندید نقش اول مرد از دوره نهم جشن خانه سینما برای فیلم «طبل بزرگ زیر پای چپ»
- ۱۳۸۹- برگزیده بهترین بازیگر مرد نقش اول از جشنواره دفاع مقدس برای فیلم «ما هنوز زنده‌ایم»
- ۱۳۹۷- برگزیده بهترین بازیگر مرد از پنجمین جشنواره تلویزیونی جام جم برای مجموعه نمایشی «محکومین»[۲]

## فعالیت‌های جشنواره‌ای
- ۱۳۸۱ - از اعضای هیئت داوران دوره ششم جشنواره جشن خانه سینما
- ۱۳۸۶ - از اعضای هیئت داوران دوره یازدهم جشنواره جشن خانه سینما